# 松井八知栄
松井 八知栄（まつい やちえ、1958年1月1日 - ）は、日本の元子役、女子プロボウラー。JPBA15期生、ライセンスNo.194、1982年プロ入り。身長164cm。血液型O型。右投げ。永久A級ライセンス保持者。プロボウリング情報所属。

## 来歴
子供期は子役として映画やテレビに出演していた。
1982年プロ入り。テレビ東京のザ、スターボウリングに若手プロボウラーとしてゲスト出演していた。
女子24人目の永久A級ライセンス保持者。優勝5回、公認パーフェクト2回。

## これまでの獲得タイトル
| 回数 | 年     | 大会名                                                      |
| 1    | 1989年 | RCC杯争奪女子プロボウリング広島大会                         |
| 2    | 1991年 | RCC杯争奪女子プロボウリング広島大会                         |
| 3    | 1992年 | '92セルシーオープン                                         |
| 4    | 1995年 | 第1回TVステーションカップ                                   |
| 5    | 2019年 | JAPAN 2019 ROUND1 GRAND CHAMPIONSHIP BOWLING 女子シニア部門 |

## 主な出演

### 映画
- 蛇娘と白髪魔（1968年、大映） - 主演：南条小百合

### テレビドラマ
- アッちゃん（NTV） - 牛山ソメ子
  - アッちゃん（1965年）
  - 続アッちゃん（1965年）
  - 新アッちゃん（1966年）
- あいつと私（1967年、NTV） - 恵子の妹
- 夫婦百景 第403話「ボクの御夫婦」（1967年、NTV）
- コメットさん 第7話「ワンちゃんバンザイ!」（1967年、TBS・国際放映）
- ある日わたしは（1967年 - 1968年、NTV） - 城山よう子
- 河童の三平 妖怪大作戦 第1話 - 第14話（1968年 - 1969年、NET・東映） - カン子
- 若い川の流れ（1968年、NTV）
- 右門捕物帖 第2話「死神が招く」（1969年、NTV）
- ザ・ガードマン 第221話「満月の夜は女を殺せ」（1969年、TBS・大映テレビ室）

### テレビ番組
- クイズタイムショック（NET）
- ザ・スターボウリング （TX）

## 書籍
- BOWLING（1995年、ベースボール・マガジン社）
- 「悪魔くん」「河童の三平 妖怪大作戦」完全ファイル（2002年、青林堂）

## リンク
- JPBA日本プロボウリング協会選手データ松井八知栄